# ساشا مولوني
ساشا مولوني (12 يوليو 1992 في أستراليا - ) (بالإنجليزية: Sasha Moloney)‏ هي لاعبة كريكت أسترالية. لعبت مع Tasmanian Tigers (women's cricket) ‏.

## وصلات خارجية
- ساشا مولوني على موقع إي آس بي آن كريك إنفو (الإنجليزية)